# Ascobolus hawaiiensis
Ascobolus hawaiiensis är en svampart som beskrevs av Brumm. 1967. Ascobolus hawaiiensis ingår i släktet Ascobolus och familjen Ascobolaceae.   Inga underarter finns listade i Catalogue of Life.